# TTC Kloten
Der TTC Kloten wurde 1954 gegründet und ist ein Tischtennis-Club in der Schweiz mit ca. 70 Mitgliedern. Seit 1970 spielt der TTC Kloten erfolgreich an der Spitze des Schweizer Tischtennis mit. Am Anfang dank einer starken Damen-Mannschaft und ab 1980 bei den Herren mit den vier Schweizermeistertiteln und drei Cupsiegen als Höhepunkte. Dazu kommen über 100 Schweizermeistertitel an Nationalen Einzel- und Nachwuchs-Mannschafts-Meisterschaften. Die Heimspiele werden in der Sporthalle Zentrum Schluefweg in Kloten ausgetragen.
Die Nachwuchsabteilung ist seit vielen Jahren führend in der Schweiz und gilt seit seiner Gründung im Jahre 1964 als „Talentschmiede“, aus der viele erfolgreiche Spieler hervorgingen.
Neben dem Profi und dem ambitionierten Junior bietet der TTC Kloten auch dem Freizeit- und Hobbysportler und dem
80-jährige Veteran eine Plattform an, damit er diesen Sport ausüben kann – auch ohne Vereinszugehörigkeit.

## Erfolge
- 1978/79 Schweizermeister Damen
- 1984–1987	3× hintereinander Schweizermeister bei den Herren
- 1983–1986	3× Schweizer-Cupsieger

## Bekannte ehemalige Spieler/-innen
- Renate Wyder
- Marlies Gohl
- Stefan Renold
- Raphael Keller
- Reto Gubser
- Christian Ohlsson
- Denis Bernhard